# Ralph Stöckli
Ralph Stöckli (* 23. Juli 1976 in Uzwil) ist ein Schweizer Curler. Er ist ausgebildeter Sportlehrer und lebt in Bern.

## Karriere
Sein erster grosser Erfolg war der Gewinn der Bronzemedaille bei den Juniorenweltmeisterschaften 1994 in Sofia (als Ersatzmann). 1996 wurde er in Red Deer Zweiter und gewann 1997 im japanischen Karuizawa den Junioren-Weltmeistertitel. Sein letztes Turnier in der Juniorenklasse war die WM 1998 in Thunder Bay, wo er die Bronzemedaille gewann. Nach einem siebten Platz an der Weltmeisterschaft 2002 in Bismarck gewann er an der WM 2003 in Winnipeg die Silbermedaille.
Stöckli war Skip der Schweizer Mannschaft am Curling-Turnier der Olympischen Winterspiele 2006 in Pinerolo, konnte sich aber nicht für den Halbfinal qualifizieren. Auf nationaler Ebene wurde Stöckli zwischen 1994 und 1997 viermal hintereinander Junioren-Schweizer-Meister. 2002, 2005 und 2007 gewann er den Titel des Schweizer Meisters. Im Dezember 2006 verstärkte er das Team von Andreas Schwaller auf der Position des Third an den Europameisterschaften in Basel erfolgreich. Mit dem Finalsieg gegen Schottland konnten sie den Europameistertitel für die Schweiz gewinnen. An der Weltmeisterschaft 2007 verpasste Stöckli knapp das Podest. Anstelle der Schweiz zog Deutschland in den Halbfinal ein.
Bei der Europameisterschaft 2009 im schottischen Aberdeen gewann Stöckli mit seinem Team die Silbermedaille. Im Final unterlag er dem schwedischen Team um Skip Niklas Edin. Im darauf folgenden Jahr gelang ihm bei den Olympischen Winterspielen 2010 in Vancouver die Revanche, als die Schweizer im Spiel um die Bronzemedaille die Schweden um Edin bezwangen.